# The Incredibles (computerspel)
The Incredibles is een computerspel uit 2004 gebaseerd op de gelijknamige film The Incredibles. Het spel kwam uit voor de PlayStation 2, Xbox, Nintendo GameCube, Game Boy Advance, Microsoft Windows en Mac OS.

## Speelwijze
Het spel bestaat uit 18 levels en bevat 5 bespeelbare personages. Deze zijn als volgt:
- Mr. Incredible: met 11 levels het meest gebruikte personage. Zijn kleding en uiterlijk veranderen ook in het spel:
  - Jonge Bob Parr (eerste twee levels, blauw pak)
  - "Keeping Identity Secret" Bob (een level, brandend gebouw)
  - Oude Bob Parr (drie levels, oude blauwe pak)
  - Oude Bob (vijf levels, nieuwe "i" pak)
- Elastigirl: komt in drie levels voor.
  - Jonge Helen Parr (een level, originele kostuum)
  - Oudere Helen Parr (twee levels; nieuwe "i" kostuum)
- Dash: doet in twee levels mee, beide met een tijdlimiet. Heeft twee kostuums: burgerkleding en superkostuum.
- Violet: een level. Ze moet langs bewakers sluipen met haar onzichtbaarheid.
- Incredi-Ball: Dash en Violet in een krachtveld.

In de GBA-versie is de Incredi-Ball niet aanwezig, maar is wel Frozone een bespeelbaar personage.

### Verhaal
Het spel begint wanneer de slechte Bomb Voyage een bank berooft. Mr. Incredible verschijnt ten tonele en verslaat enkele helpers van Bomb Voyage. Bomb Voyage zelf ontkomt en Mr. Incredible spoort hem op in een ander deel van Metroville. Bij hun uiteindelijke confrontatie gooit Bomb Voyage een bom op de cape van Buddy Pine, Mr. Incredibles grootste fan die graag het hulpje van de held wil worden. Hierdoor moet Mr. Incredible de schurk laten gaan en eerst Buddy redden. Hij slaagt hierin, en verslaat Bomb Voyage door diens helikopter op te blazen. Kort hierna beginnen de rechtszaken tegen superhelden en moet Bob met pensioen.
15 jaar later kan Mr. Incredible, nu bekend als Bob Parr, maar niet stoppen met heldenwerk. Hij en Frozone ontdekken op een nacht een brandend gebouw en gaan naar binnen om de mensen daar te redden. Ze worden geschaduwd door een zilverharige vrouw.
De volgende ochtend gebruikt Mr. Incredibles zoon, Dash, zijn superkrachten omdat hij de bus naar school heeft gemist.
Mr. Incredible wordt benaderd door Mirage (de zilverharige vrouw) die hem een opdracht geeft om op een eiland een losgeslagen robot genaamd de Omnidroid uit te schakelen. Mr. Incredible gaat akkoord en verslaat de machine.
Maanden later keert Mr. Incredible terug naar het eiland voor nog een missie van Mirage. Hij wordt echter aangevallen door nog een Omnidroid. Deze is te sterk en verslaat hem. Wel komt Mr. Incredible erachter dat zijn oude fan Buddy, nu bekend als Syndrome, achter de robot zit. Hij kan ontkomen en ontdekt later in Syndromes computer Syndromes ware plannen. Hij wordt echter gevangen door het beveiligingssysteem van de basis.
Helen Parr (Elastigirl) gaat naar het eiland om haar man te redden. Dash en Violet gaan als verstekelingen mee. Terwijl Helen de basis van Syndrome binnendringt, blijven Dash en Violet achter. De twee worden betrapt door het beveiligingssysteem, en gebruiken hun krachten om te voorkomen dat Syndromes helpers hun vangen. Uiteindelijk bundelen ze hun krachten tot de Incredi-Ball.
Nadat Helen Bob heeft gered en het gezelschap weer bij elkaar komt moeten ze onderdelen zien te vinden om een raket te bouwen en hiermee het eiland te verlaten. Terug in Metroville ontdekken ze dat Syndromes plan om met zijn Omnidroid eindelijk als held te worden onthaald is mislukt, en dat de Omnidroid nu de stad afbreekt. Het nieuw gevormde superheldenteam verslaat de robot wanneer Mr. Incredible de afstandsbediening van Syndrome bemachtigd.
Het spel eindigt met een filmpje waarin de robot ontploft en Syndrome schreeuwt dat hij nu een nog groter hekel heeft aan superhelden daar ze zijn glorie hebben gestolen en weer populair zijn bij het publiek.

## Wetenswaardigheden
- In Dash' eerste level zijn zowel een Pizza Planet Truck als de verhuiswagen uit Toy Story te zien.